# Teatro Re

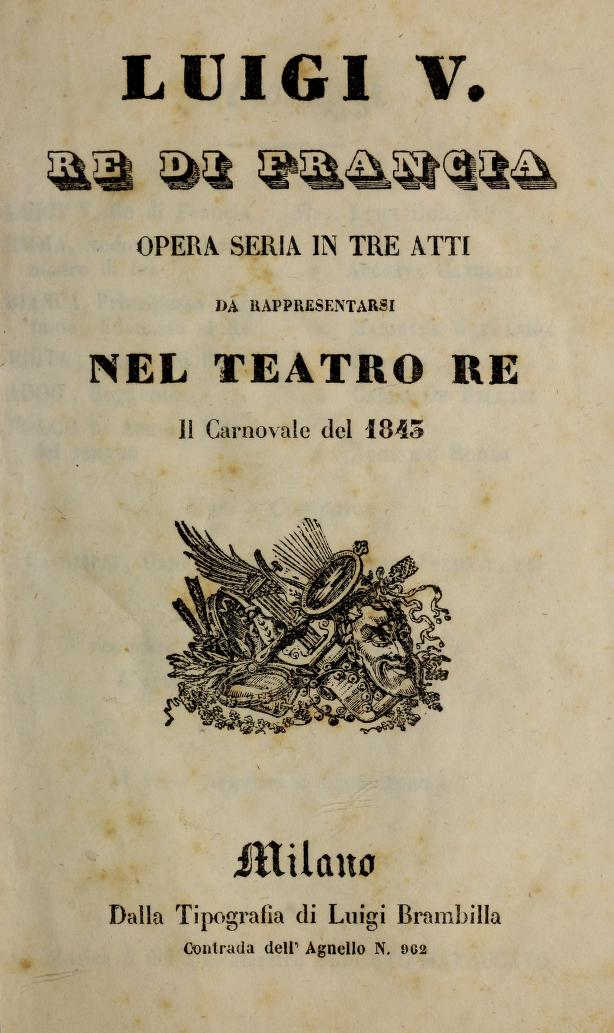
Frontespizio del libretto dell'opera Luigi V, re di Francia di Alberto Mazzucato (prima rappresentazione al Teatro Re, 25 febbraio 1843)

Il Teatro Re è stato un teatro di Milano.

## Storia
La struttura venne realizzata dall'architetto Luigi Canonica per l'impresario Carlo Re nei locali della vecchia chiesa di San Salvatore in Xenodochio, collocata nella soppressa Contrada dei Due Muri nei pressi dell'odierna via Silvio Pellico. L'inaugurazione avvenne il 18 dicembre 1813 con la rappresentazione del Tancredi di Gioachino Rossini.
Nel 1814 avviene la prima assoluta di Evellina di Coccia con Ester Mombelli, nel 1817 di Il matrimonio per procura di Giovanni Pacini, di Dalla beffa il disinganno ossia La poetessa di Pacini, di Il carnevale di Milano di Pacini, di Piglia il mondo come viene di Pacini e di Adelaide e Comingio di Pacini, nel 1820 di La festa di Bussone di Michele Carafa, nel 1841 di I due sergenti di Alberto Mazzucato, nel 1843 di Luigi V, re di Francia di Mazzucato con Marietta Gazzaniga, nel 1844 di Il borgomastro di Schiedam di Lauro Rossi, nel 1848 di Il testamento di Figaro di Antonio Cagnoni e nel 1853 di Claudia di Emanuele Muzio.
Nel 1867 avviene la prima italiana di La Belle Hélène, mentre nel 1870 di Lalla-Roukh.
Divenuto il teatro di prosa più famoso della città, il teatro Re venne demolito nel 1872 e l'attività artistica si spostò nel nuovo Teatro della Commedia, intitolato successivamente ad Alessandro Manzoni, posto in piazza San Fedele.